# Helmuth Urbantke
Helmuth Kurt Urbantke (* 1940) ist ein österreichischer Physiker, der sich mit Gravitationstheorie befasst.
Urbantke wurde 1965 an der Universität Wien promoviert und war dort ein Schüler von Walter Thirring. Er ist seit 1985 außerordentlicher Universitäts-Professor an der Universität Wien.
Mit Roman Sexl war er 1967 Autor einer frühen Arbeit über Teilchenerzeugung in Gravitationsfeldern und Quantenfeldtheorie in gekrümmten Räumen.
Er ist bekannt als Ko-Autor von Lehrbüchern über Spezielle und Allgemeine Relativitätstheorie sowie Gravitationstheorie mit Roman Sexl.

## Schriften
- Mit R. Sexl: Relativität, Gruppen, Teilchen. Spezielle Relativitätstheorie als Grundlage der Feld- und Teilchenphysik. Springer, 1992.
  - Überarbeitete englische Ausgabe: Relativity, groups, particles. Special relativity and relativistic symmetry in field and particle physics. Springer, 2001.
- Mit R. Sexl: Gravitation und Kosmologie. Eine Einführung in die Allgemeine Relativitätstheorie. BI Wissenschaftsverlag, Mannheim 1975, 5. Auflage, Spektrum Akademischer Verlag, 2002.
- Mit R. Sexl: Cosmic particle creation processes. Acta Physica Austriaca, Band 23, 1967, 339–355.
- Mit R. Sexl: Production of particles in gravitational fields. Physical Review, Band 179, 1969, S. 1247–1250.
- Two-level quantum systems: States, phases and holonomy. American Journal of Physics, Band 59, 1991, S. 503–509.
- Physical Holonomy, Thomas Precession, and Clifford Algebra. American Journal of Physics, Band 58, 1990, S. 747–750.

## Belege
1. ↑  Physikalische Blätter, Band 41, 1985, S. A-448.

| Personendaten    | Personendaten                               |
| ---------------- | ------------------------------------------- |
| NAME             | Urbantke, Helmuth                           |
| ALTERNATIVNAMEN  | Urbantke, Helmuth Kurt (vollständiger Name) |
| KURZBESCHREIBUNG | österreichischer Physiker                   |
| GEBURTSDATUM     | 1940                                        |